# دومينغو أريناس
دومينغو أريناس (بالإسبانية: Domingo Arenas)‏ هو عسكري مكسيكي، ولد في 4 أغسطس 1888 في Zacatelco ‏ في المكسيك، وتوفي في 11 يونيو 1917.